# Caesi fluoride
Caesi fluoride là một hợp chất vô cơ với công thức hóa học CsF, thường gặp với dạng một chất rắn trắng hút ẩm. Nó được sử dụng trong tổng hợp hữu cơ như là một nguồn anion fluoride. Caesi có độ dương điện cao nhất trong các nguyên tố không phóng xạ và flo có độ âm điện cao nhất trong tất cả các nguyên tố.

## Điều chế và tính chất

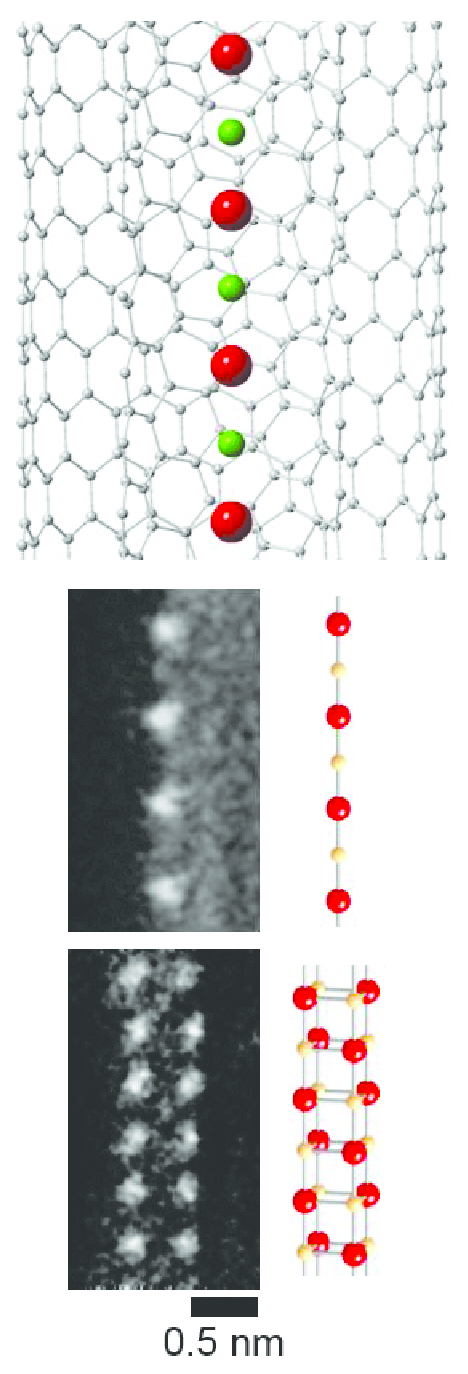
Các chuỗi CsF tinh thể phát triển bên trong ống nanô cácbon 2 lớp.

Caesi fluoride có thể được điều chế bởi phản ứng của caesi hydroxide (CsOH) với axit flohydric (HF). Muối thu được sau đó có thể được tinh chế bằng cách kết tinh lại. Phản ứng được hiển thị dưới đây:
CsOH(dd) + HF(dd) → CsF(dd) + H2O(l)
Một cách khác để điều chế caesi fluoride là phản ứng giữa caesi carbonat (Cs2CO3) với axit flohydric. Muối thu được sau đó có thể được tinh chế bằng cách kết tinh lại. Phản ứng được hiển thị bên dưới:
Cs2CO3(dd) + 2 HF(dd) → 2 CsF(dd) + H2O(l) + CO2(khí)
Ngoài ra, flo và caesi nguyên tố cũng có thể được sử dụng để điều chế caesi fluoride, nhưng cách làm đó không thực tế do có giá thành cao. Mặc dù đây không phải là cách điều chế thông thường, nhưng caesi kim loại phản ứng mạnh mẽ với tất cả các halogen để tạo thành muối. Do vậy nó cháy trong khí flo, F2, để tạo thành caesi fluoride, CsF theo phản ứng sau:
2 Cs(rắn) + F2(khí) → 2 CsF(rắn)
CsF có độ hòa tan cao hơn natri fluoride và kali fluoride. Nó có sẵn ở dạng khan, và nếu nước đã được hấp thụ thì có thể dễ dàng làm khô nó bằng cách đun nóng ở 100 °C trong 2 giờ trong chân không. CsF có áp suất hơi 1 kilopascal ở nhiệt độ 825 °C, 10 kPa ở nhiệt độ 999 °C, và 100 kPa ở nhiệt độ 1249 °C.
Các chuỗi CsF có độ dày nhỏ như một hoặc hai nguyên tử có thể được phát triển bên trong các ống nanô cácbon.

## Cấu trúc
Caesi fluoride có cấu trúc halite, có nghĩa là các ion Cs+ và F− được nén trong hệ tinh thể lập phương như các ion Na+ và Cl− trong natri chloride.

## Ứng dụng trong tổng hợp hữu cơ
Do là chất điện ly rất mạnh, chất này là một nguồn fluoride thụ động tốt hơn các muối liên quan. CsF là một nguồn thay thế không hút ẩm đối với tetra-n-butylammonium fluoride (TBAF) và TAS-fluoride (TASF) khi phản ứng yêu cầu cần ion fluoride trần (muối khan).